# Cornelius Ludovicus de Wijkerslooth
Cornelius Ludovicus, baron de Wijkerslooth, seigneur de Schalkwijk en Weerdesteyn, était un théologien et prélat néerlandais, né le 25 mai 1786 à Haarlem et mort le 10 novembre 1851 à Oegstgeest.

## Biographie
Cornelius Ludovicus de Wijkerslooth est issu de la famille noble néerlando-belge de Wijkerslooth (nl). Il est le fils d'Henricus Jacobus Rijksbaron de Wijkerslooth (1752-1808), membre du corps législatif, échevin de Haarlem, et d'Anna Catharina Maria Ram van Schalkwijk, dame de Schalkwijk, Weerdesteyn, Sandelingen, Ouden Rijn et Heycop. 
Après des études de théologie à Paderborn, il reçoit le sacrement d'ordination le 25 juin 1811 à Paderborn. En 1817, il s'installe à Velsen et crée un séminaire.
Le 7 février 1832, le pape Grégoire XVI le nomme évêque titulaire de Curium (de).
Il est professeur de philosophie au Grand séminaire de Warmond à partir de 1833.

## Distinctions
- Commandeur de l'ordre de Saint-Grégoire-le-Grand
- Commandeur de l'ordre du Lion néerlandais